# Акустические версии
«Акустические версии» — сборник российской рок-группы «Чайф», записанный в 1997 году на студии «Добролет» и выпущенный в 1999 году лейблом «Студия „Союз“». Альбом был ремастирован в 2003 году и переиздан в расширенном виде (добавлен видеоклип на песню «Рок-н-ролл этой ночи») лейблом «Мистерия звука».
На официальном сайте группы в дискографии не указан.

## Отзывы критиков
| Оценки критиков | Оценки критиков |
| Источник        | Оценка          |
| --------------- | --------------- |
| Живой звук      | [ 3 ]           |

Александр Кутинов из газеты «Живой звук» высоко оценил альбом и написал: «Сибирские брюсы спрингстины никоим образом не отстают от своих заокеанских товарищей, в обязательном порядке выпуская „безэлектрическую“ версию главных своих хитов. Хулители и недоброжелатели оказались полностью посрамлены — альбом получился забойным, душевным, нежными во многом более сильным, чем классическая интерпретация. Ощущение доброй портвейновой вечеринки на питерской кухне или спонтанного сейшена в одном из полулегальных клубов эпохи „Ласкового мая“. „Вперёд“, „Ой-Ё“, „Поплачь о нём“, „Оранжевое настроение“ — эти трёхаккордные гимны и нужно исполнять вот так, под шесть струн и тишину. Стаканчик-другой креплёного и влажные глаза друзей поблизости приветствуются. По большому счёту оно ведь так и сочинялось…».

## Список композиций
Слова и музыка всех песен — Владимир Шахрин, кроме «Я рисую на окне» (музыка — Владимир Шахрин, текст — Сергей Шкаликов).
| №   | Название                   | Длительность |
| --- | -------------------------- | ------------ |
| 1.  | «Вперёд»                   | 3:23         |
| 2.  | «Моя квартира»             | 4:45         |
| 3.  | «Я рисую на окне»          | 3:47         |
| 4.  | «Никто не услышит (Ой-йо)» | 4:40         |
| 5.  | «Скажи только слово»       | 3:43         |
| 6.  | «Белая ворона»             | 3:07         |
| 7.  | «Хей-хей»                  | 4:07         |
| 8.  | «Традиционная»             | 2:30         |
| 9.  | «Оранжевое настроение»     | 3:56         |
| 10. | «Пиво»                     | 2:30         |
| 11. | «Кто-то хитрый»            | 2:52         |
| 12. | «Поплачь о нём»            | 6:15         |
| 13. | «Рок-н-ролл этой ночи»     | 4:40         |

В переиздание альбома 2003 года был включен видеоклип на песню «Рок-н-ролл этой ночи» (режиссёр Игорь Перин, оператор Дмитрий Яшонков).

## Участники записи
- Владимир Шахрин — вокал, гитара, губная гармоника, комуз
- Владимир Бегунов — гитара, вокал
- Валерий Северин — ударные
- Вячеслав Двинин — бас-гитара

Технический персонал
- Звукорежиссёр: Владимир Елизаров
- Ассистент звукорежиссёра: Борис Истомин
- Арт-продюсер: Дмитрий Гройсман
- Директор: Илья Спирин
- Пресс-атташе: Марина Залогина

Записано на студии «Добролёт» в 1997 году.
переиздание 2003 года
- Мастеринг и реставрация: Вячеслав Двинин
- Дизайн багетсерии: Наталия Ковалевская (Mystery Art)
- Фотографии: Алекс Федечко-Мацкевич